# Комфорт (Західна Вірджинія)
Комфорт (англ. Comfort) — переписна місцевість (CDP) в США, в окрузі Бун штату Західна Вірджинія. Населення — 320 осіб (2020).

## Географія
Комфорт розташований за координатами 38°7′54″ пн. ш. 81°36′37″ зх. д. / 38.13167° пн. ш. 81.61028° зх. д. (38.131694, -81.610180).  За даними Бюро перепису населення США в 2010 році переписна місцевість мала площу 2,60 км², уся площа — суходіл.

## Демографія
Згідно з переписом 2010 року, у переписній місцевості мешкало 306 осіб у 120 домогосподарствах у складі 87 родин. Густота населення становила 118 осіб/км².  Було 136 помешкань (52/км²).
Расовий склад населення:
| - 99,0 % — білих - 1,0 % — корінних американців |

До двох чи більше рас належало 0,0 %. Частка іспаномовних становила 0,0 % від усіх жителів.
За віковим діапазоном населення розподілялося таким чином: 26,1 % — особи молодші 18 років, 57,6 % — особи у віці 18—64 років, 16,3 % — особи у віці 65 років та старші. Медіана віку мешканця становила 38,4 року. На 100 осіб жіночої статі у переписній місцевості припадало 85,5 чоловіків;  на 100 жінок у віці від 18 років та старших — 89,9 чоловіків також старших 18 років.
Середній дохід на одне домашнє господарство  становив 65 409 доларів США (медіана — 63 571), а середній дохід на одну сім'ю — 66 658 доларів (медіана — 63 869). За межею бідності перебувало 4,0 % осіб, у тому числі 0,0 % дітей у віці до 18 років та 0,0 % осіб у віці 65 років та старших.
Цивільне працевлаштоване населення становило 85 осіб. Основні галузі зайнятості: транспорт — 38,8 %, освіта, охорона здоров'я та соціальна допомога — 36,5 %, сільське господарство, лісництво, риболовля — 16,5 %, будівництво — 8,2 %.